# Constantin Sandu (kolarz)
Constantin Sandu – rumuński kolarz szosowy. Zwycięzca wyścigu dokoła Rumunii w 1950, pierwszy triumfator tego wyścigu reprezentujący Rumunię. Były zawodnik CCA Steaua Bukareszt